# فيض ضوئي

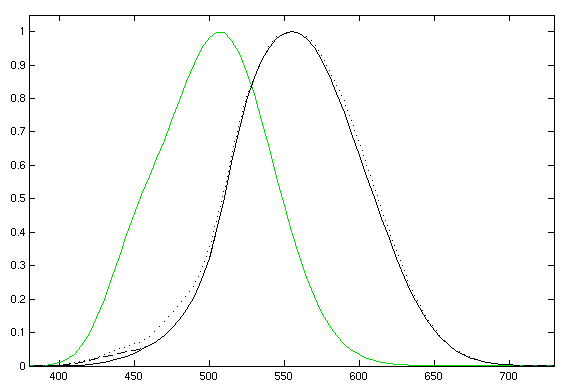
دالة اللمعان لكل من الرؤية النهارية (الدالة باللون الأسود) والرؤية الليلية (باللون الأخضر) بالفضاء اللوني سي آي إي 1931. يمثل المحور الأفقي الطول الموجي بالنانومتر.

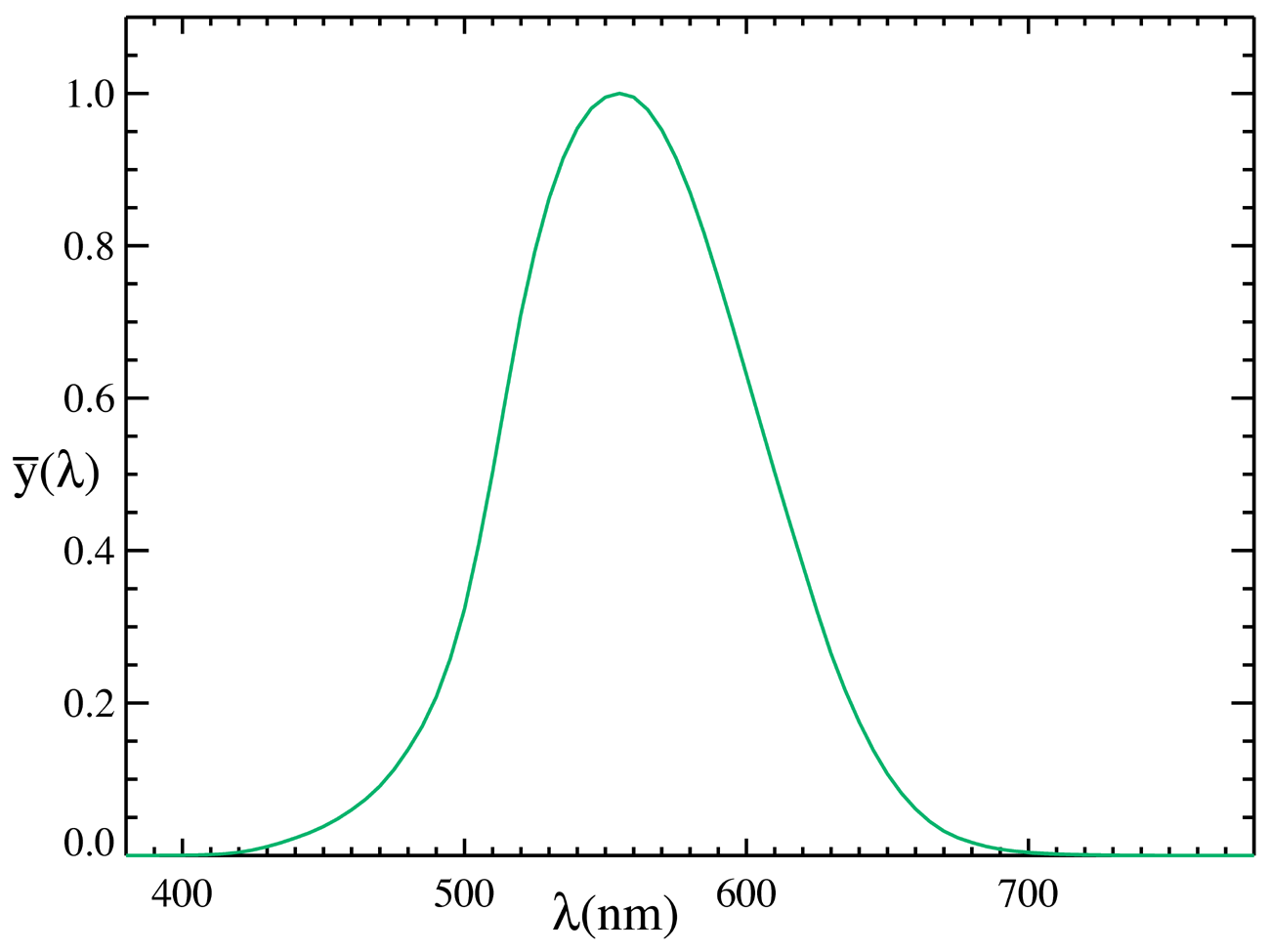
دالة لمعان الرؤية النهارية بالفضاء اللوني سي آي إي 1931. المحور الأفقي يمثل الطول الموجي بالنانومتر.

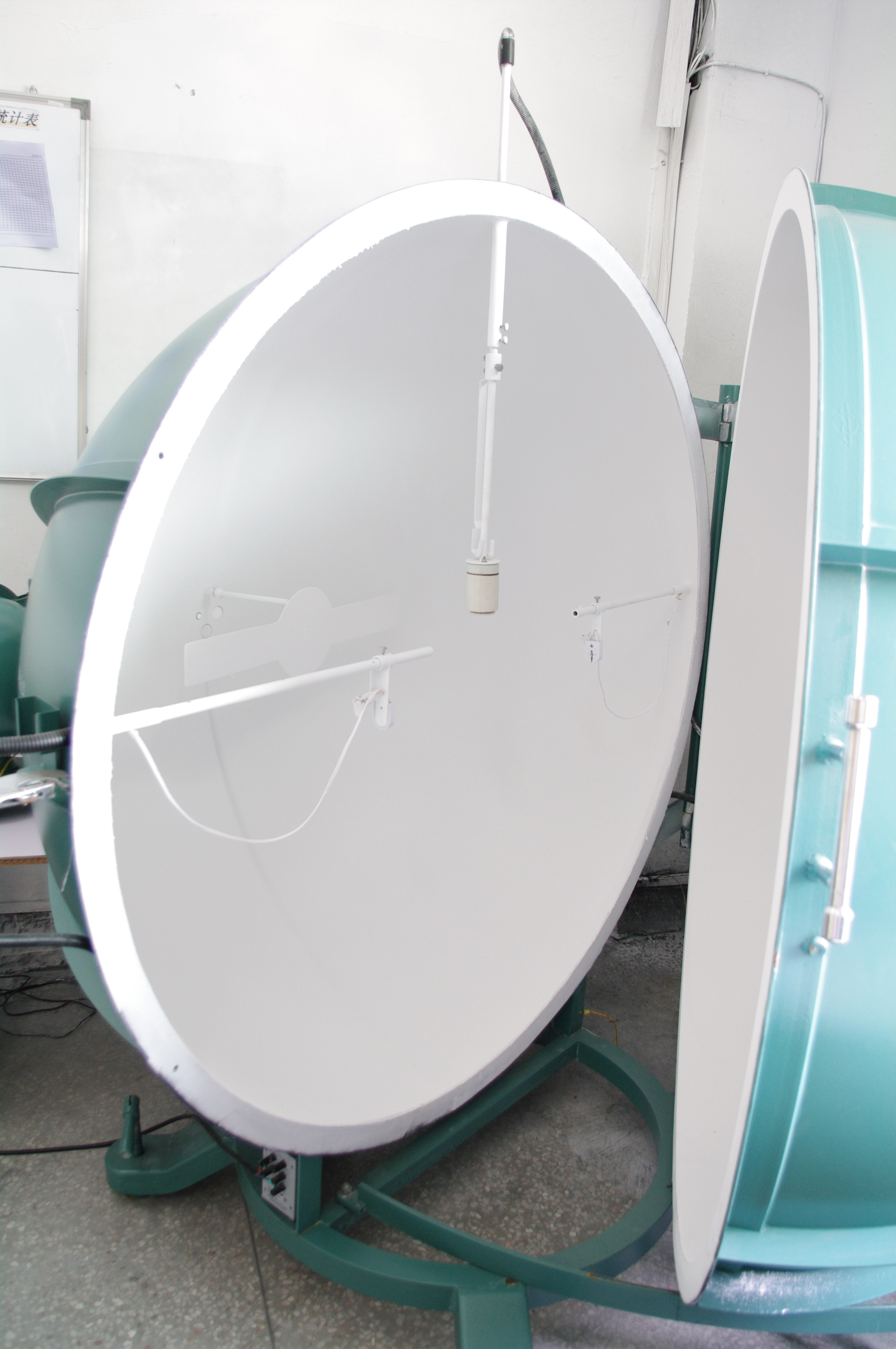
تستخدم كرة التكامل في قياس الفيض لمصدر ضوئي ما.

التدفق الضوئي أو الفيض الضوئي أو الفيض الضيائي أو الدفق الضوئي في علوم قياس الضوء هو مقياس قوة الضوء الصادر من المصدر سواء كان هذا المصدر طبيعيا كالشمس والنجوم أم صناعيا كالمصابيح بمختلف أنواعها وأشكالها. 

يختلف تعريف التدفق الضوئي عن التدفق الإشعاعي، المهتم بقياس القوة الضوئية الصادرة من الإشعاعات الكهرومغناطيسية (بما في ذلك الأشعة تحت الحمراء، الأشعة فوق البنفسجية والضوء المرئي)، مما يعني أنه التعريف الأشمل. بصورة أبسط يهتم التدفق الضوئي في دراسة الأطوال الموجية التي تحس بها العين البشرية بينما التدفق الإشعاعي يهتم بدراسة جميع الأطوال الموجية.

## الوحدات
في نظام الوحدات الدولي، تُسْتَخْدَمُ وحدة اللومن لتعريف التدفق الضوئي. يتم تعريف اللومن الواحد على أنه التدفق الضوئي الناتج من مصدر ضوء يصدر شمعة واحدة من الكثافة الضوئية على زاوية صلبة قيمتها 1 ستراديان. في أنظمة الوحدات الأخرى، يمكن أن يقاس التدفق الضوئي بوحدات الطاقة.

## الاتساع
ترى العين البشرية الأطوال الموجية التي يتراوح مداها في الهواء من 380 إلى 750 نانومتر، في الماء وغيرها من الوسائط ينخفض المدى بعامل مساوي لمعامل إنكسار الوسط. من حيث التردد، ترى العين البشرية الأطياف التي يتراوح ترددها من 400-790 تيراهيرتز، وتكون أكثر حساسية للضوء عند الطول الموجي 555 نانومتر (540 هيرتز).

## الاستخدام
غالبا ما يستخدم مفهوم التدفق الضوئي كمقياس موضوعي للضوء المنبعث من مصدر ضوء ما. يسجل مقدار التدفق على عبوات مصابيح الإضاءة ويقارن المستهلكون قيمة اللومن لتلك المصابيح المختلفة لمعرفة أيها ينتج أكبر كمية من الضوء، حيث أن المصباح الأكثر كفاءة هو المصباح ذو النسبة الأعلى من التدفق الضوئي.

### العلاقة مع الشدة الضوئية
في حين يستخدم اللومن في قياس التدفق الضوئي، تستخدم وحدة الشمعة في قياس الشدة الضوئية ومدى سطوع الحزمة الضوئية في اتجاه معين. في حالة مصباح ضوئي 1 لومن وتم تركيز الضوء على شعاع ستراديان واحد، فإن الشدة الضوئية ستكون 1 شمعة. لكن إذا تم تغيير تركيز الضوء إلى 1/2 ستراديان، فإن الشدة الضوئية للمصدر ستكون 2 شمعة، أي حزمة أضيق لكن أكثر سطوعا في حين يبقى التدفق الضوئي ثابت.

## أمثلة
| المصدر                                                         | الفيض الضوئي (اللومن) |
| -------------------------------------------------------------- | --------------------- |
| مصباح الليد الأبيض الساطع بقدرة 37 ميلي وات                    | 0.20                  |
| مصباح الليزر الأخضر (15 ميلي وات) بطول موجي 532 نانومتر        | 8.4                   |
| مصباح ليد أبيض بقدرة 1 وات                                     | 25–120                |
| مصباح الكيروسين                                                | 100                   |
| مصباح متوهج 40 وات عند 230 فولت                                | 325                   |
| مصباح ليد أبيض بقدرة 7 وات                                     | 450                   |
| مصباح ليد أبيض بقدرة 6 وات                                     | 600                   |
| مصباح متوهج 18 وات                                             | 1250                  |
| مصباح متوهج 100 وات                                            | 1750                  |
| مصباح فلوريسنت 40 وات                                          | 2800                  |
| مصباح زينون 35 وات                                             | 2200–3200             |
| مصباح فلوريسنت 100 وات                                         | 8000                  |
| مصباح بخار الصوديوم 127 وات                                    | 25000                 |
| مصباح هاليد المعدني 400 وات                                    | 40000                 |
| هذه القيم للمصابيح المصنعة حديثا، حيث يقل الفيض مع مرور الزمن. |                       |

## وصلات خارجية
- محول الاستضاءة